# Haliastur

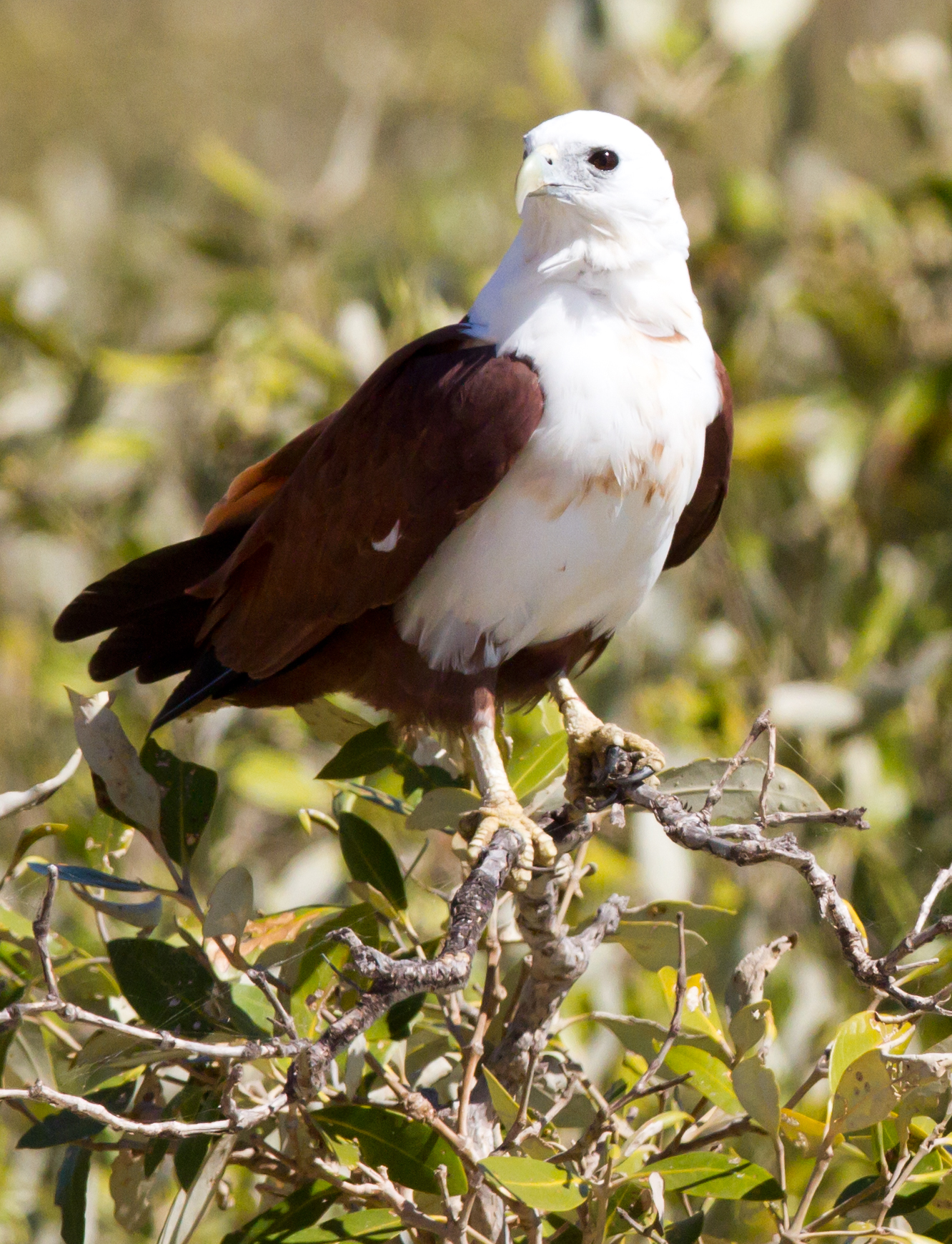
Brahminenweih

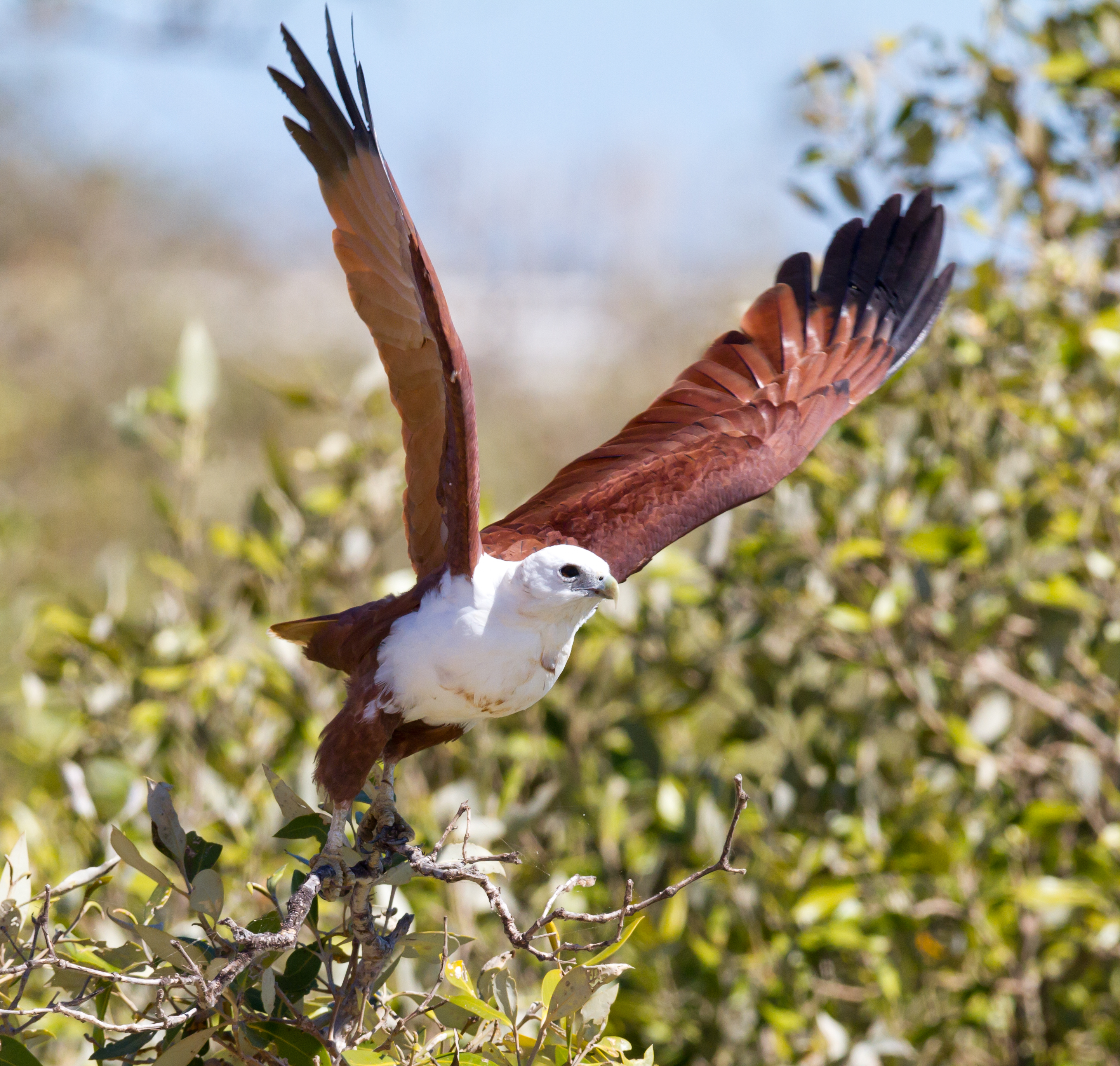
Brahminenweih, auffliegend

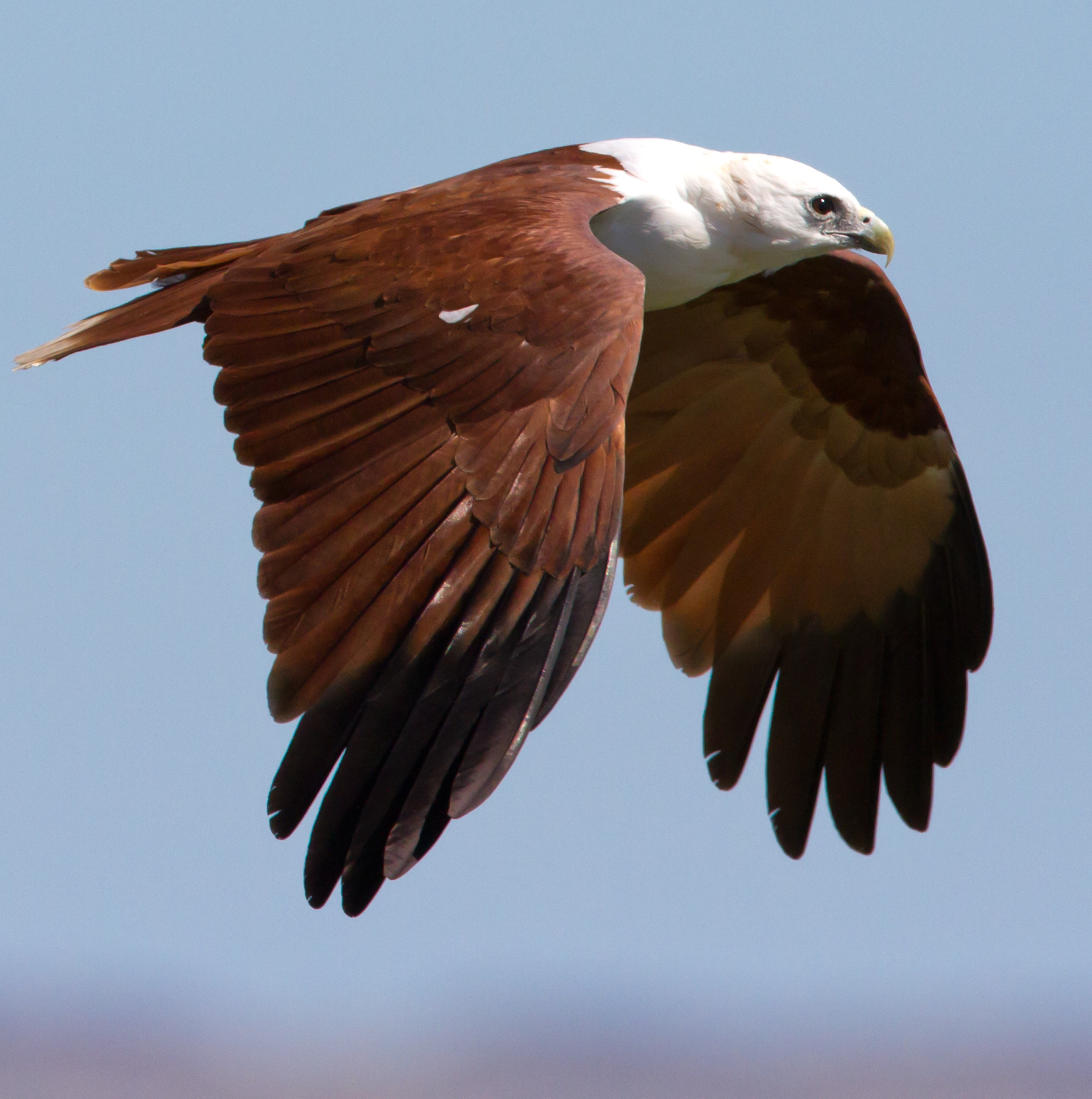
Brahminenweih im Flug

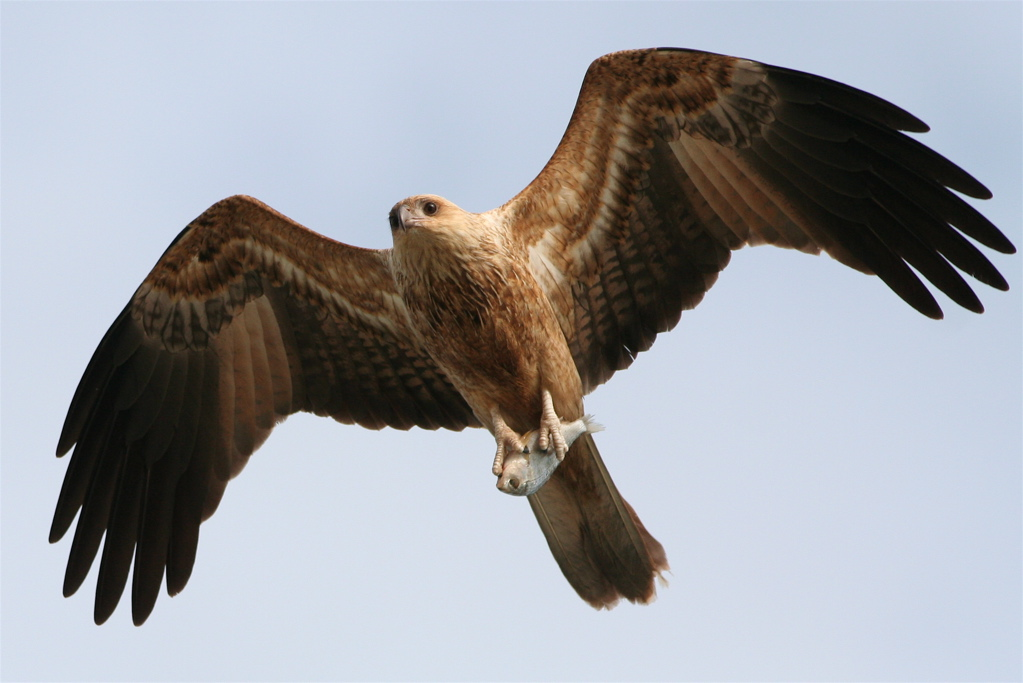
Keilschwanzmilan mit totem Fisch

Haliastur ist eine Gattung der Greifvögel aus der Unterfamilie der Bussardartigen (Buteoninae). Es werden mit Keilschwanzmilan (Haliastur sphenurus) und Brahmanenmilan (Haliastur indus) lediglich zwei Arten innerhalb der Gattung unterschieden, die ausnahmslos mittelgroße Vögel sind. Das Verbreitungsgebiet der Gattung erstreckt sich vom indischen Subkontinent bis nach Neukaledonien im südwestlichen Pazifik.
Die IUCN stuft die Bestandssituation beider Arten als ungefährdet (least concern) ein.

## Merkmale
Die beiden Haliastur-Arten sind mittelgroße Greifvögel mit kräftigem, leicht untersetztem Rumpf, kleinem Kopf, relativ kurzen und breiten Flügeln, einem mittellangen, gerundeten Schwanz und kurzen, aber kräftigen Beinen und Zehen.
Der Keilschwanzmilan erreicht eine Körperlänge von 50 bis 60 Zentimeter und hat eine Spannweite von 120 bis 145 Zentimeter. Männchen wiegen durchschnittlich 700 Gramm, die Weibchen sind mit 850 Gramm deutlich schwerer. Der Brahminenweih ist etwas kleiner. Seine Körperlänge beträgt 44–52 cm, wovon 18–22 cm auf den Schwanz entfallen. Die Spannweite beträgt 110–125 cm. Bei beiden Arten kommt kein Geschlechtsdimorphismus vor, bei beiden Arten sind die Weibchen jedoch geringfügig größer als die Männchen.
Der Keilschwanzmilan hat ein sandfarbenes bis braunes Gefieder, das teil gestrichelt ist. Jungvögel haben ein nur geringfügig anderes Gefieder als die adulten Vögel. Anders ist dies beim Brahminenweih. Bei adulten Vögeln dieser Art sind Kopf, Hals, Brust und oberer Bauch weiß mit einer mehr oder weniger deutlich ausgeprägten feinen dunklen Längsstreifung. Rücken, Oberflügeldecken, die Oberseite der Armschwingen, die Oberseite der inneren Handschwingen und der basalen Hälfte der äußeren Handschwingen, die kleinen und mittleren Unterflügeldecken, der Unterbauch und die Beinbefiederung sind dunkel rostrot. Die Jungvögel dieser Art sind insgesamt fast einfarbig düster schwärzlich graubraun. Kopf, Hals und die Unterseite des Rumpfes sind heller braun gefleckt und gestrichelt. Sie ähneln damit den adulten Keilschwanzmilanen und können bei Feldbeobachtungen miteinander verwechselt werden.

## Verbreitungsgebiet
Das Verbreitungsgebiet der Gattung erstreckt sich vom indischen Subkontinent bis nach Neukaledonien und Tasmanien.
Das Verbreitungsgebiet des Keilschwanzmilans erstreckt sich von der Cenderawasih-Bucht im Westen Neuguineas bis zur Goodenough-Insel in der Salomonensee vor der Ostküste Neuguineas. Zum Verbreitungsgebiet gehören auch die Salomonen östlich von Neuguinea und Neukaledonien lvor der australischen Nordostküste. In Australien ist der Keilschwanzmilan eine sehr weit verbreitete Art. Er fehlt lediglich in Teilen der Großen Sandwüste. der Nullarbor-Wüste, der Großen Victoria-Wüste und der Gibsonwüste. Das Verbreitungsgebiet des Brahminenweihs umfasst weite Teile des indischen Subkontinents, Südostasiens, Neuguinea sowie den Osten und Norden Australiens.

## Nahrung
Die Nahrungssuche bei beiden Arten erfolgt überwiegend im niedrigen Gleit- oder Ruderflug über Wasser oder Land, aber auch oft von einem Ansitz aus; seltener zu Fuß. Gelegentlich parasitieren die Tiere auch bei anderen kleinen Greifvögeln, Reihern, Möwen, Krähen oder Seeschwalben. Der Keilschwanzmilan jagt auch dem Dingo Nahrung ab.
Beide Arten sind omnivor, die Nahrungsbandbreite ist entsprechend sehr groß. Die wesentlichen Nahrungsbestandteile sind je nach Population oft sehr unterschiedlich. Beide Arten ernähren sich zum einen von Aas aller Art wie Speiseresten und Abfällen der Fischerei, toten oder kranken Fischen, Straßenopfern und ähnlichem kleinen Aas. Der Keilschwanzmilan findet sich auch auf Müllhalden und auf Schlachthöfen ein. Darüber hinaus wird von beiden Arten auch viel lebende Beute erjagt, vor allem kleine Fische und Insekten, aber auch Krebstiere, kleine Amphibien und Reptilien sowie wohl überwiegend kranke oder verletzte kleine Säugetiere und Vögel.

## Fortpflanzung
Die Fortpflanzungsbiologie der beiden Arten ist unterschiedlich gut untersucht.
Beim Keilschwanzmilan wurden die bisherigen Erkenntnisse zu einem großen Teil durch in Gefangenschaft gehaltene Vögel gewonnen. Er ist mit großer Sicherheit ein monogamer Vogel. Es gibt jedoch keine Erkenntnisse, wie lange die Paarbindung jeweils besteht. Das Gelege dieser Art umfasst ein bis drei Eier, typisch ist eine Gelegegröße von zwei Eiern. Beide Elternvögel brüten, der Anteil des Weibchens am Brutgeschäft ist jedoch etwas größer. In Gefangenschaft beträgt die Brutdauer 35 Tage, Freilandbeobachtungen legen 38 bis 40 Tage nahe. Beide Elternvögel füttern und hudern die Jungvögel. In Gefangenschaft herangewachsene Nestlinge waren zwischen dem 47. und 52. Lebenstag flügge.
Beim Brahmanenmilan besteht das Gelege aus einem bis vier Eiern. Die typische Gelegegröße ist jedoch wie beim Keilschwanzmilan 2 Eier. Sie werden von beiden Elternvögel 28–35 Tage lang bebrütet. Die Jungvögel fliegen nach 40–56 Tagen aus und sind nach etwa zwei Monaten selbständig.

## Systematik
Es werden mit Keilschwanzmilan (Haliastur sphenurus) und Brahmanenmilan (Haliastur indus) lediglich zwei Arten innerhalb der Gattung unterschieden.
Die Schwestergruppe und damit die nächsten Verwandten der Gattung Haliastur ist die Gattung Milvus, zu denen die zwei auch in Mitteleuropa vorkommenden Arten Rotmilan (Milvus milvus) und Schwarzmilan (M. migrans) gehören. Die von den zwei Gattungen gebildete Klade ist wiederum die Schwestergruppe der Seeadler (Gattungen Haliaeetus und Ictyophaga). Alle vier Gattungen zusammen werden im Tribus Milvini zusammengefasst, der zur Unterfamilie der Bussardartigen (Buteoninae) in der Familie der Habichtartigen (Accipitridae) gehört.